# Edson Vaz Musa
Edson Vaz Musa (Ribeirão Preto, 5 de janeiro de 1938) é um engenheiro e empresário do Brasil. Foi o sócio controlador da fabricante de bicicletas Caloi, mas fez sua carreira na Rhodia, subsidiária brasileira da multinacional de origem francesa Rhône-Poulenc. Foi o primeiro brasileiro a chegar à presidência de uma empresa multinacional.
Após cursar engenharia no Instituto Tecnológico de Aeronáutica - ITA, ingressou na Cia. Brasileira Rhodiaceta, subsidiária da Rhodia, como engenheiro, na Usina Nylon, em dezembro de 1961, onde exerceu várias funções técnicas e gerenciais.
Exerceu vários cargos nessa companhia até assumir a presidência da filial brasileira em 1984 e um cargo no comitê executivo mundial da Rhône-Poulenc. Ficou na Rhodia até 1996, quando a empresa se associou com a Hoechst e formou a  Aventis.
Durante sua gestão à frete da Rhodia, então uma das mais importantes empresas do pais, Musa se destacou com presença constante na mídia, com uma opinião respeitada sobre os caminhos da Economia naqueles turbulentos anos de alta inflação. Foi também um dos fiadores da viabilidade da candidatura de Lula à presidência, ao declarar que  montaria uma banca no aeroporto de Congonhas para comprar os negócios dos empresários que quisessem sair do país.
Ao sair da Rhodia, Edson Vaz Musa adquiriu o controle acionário da Caloi, tradicional fabricante de bicicletas, que dirige desde então. Acusações de transações incorretas foram levantadas e um processo corre em segredo de justiça.
Fez parte ainda dos Conselhos de Administração ou Consultivo de várias empresas, como a Editora Abril, WEG e  Natura. Participou também dos conselhos de diversas entidades, como a Fundação Padre Anchieta e a Fundação Antonio Prudente.

## Homenagens e condecorações
- Officier dans l' Ordre National de la Légion d' Honneur  - Governo da França - 1996;
- Grã-Cruz da Ordem Nacional do Mérito Científico - Presidente da República do Brasil - 2002;
- Empresário do Ano - Federação das Associações Comerciais do Estado de São Paulo - 1992;
- Emérito Engenheiro do Ano - Instituto de Engenharia de São Paulo - 1990.